# Drilaster flavicollis
Drilaster flavicollis is een keversoort uit de familie glimwormen (Lampyridae). De wetenschappelijke naam van de soort is voor het eerst geldig gepubliceerd in 1977 door Nakane.